# Одинцов, Михаил Викторович
Михаил Викторович Одинцов (род. 8 ноября 1963, Афанасово-1, Московская область) — российский политик, член Совета Федерации (2001—2006), аудитор Счётной палаты РФ (2006—2013).

## Биография

### Политическая карьера
с января 2001 г. — представитель в Совете Федерации Федерального Собрания РФ от администрации Рязанской области, был членом Комитета по конституционному законодательству, председателем Комиссии по естественным монополиям, избирался заместителем руководителя парламентской группы «Федерация» Совета Федерации РФ (в июне 2001 г.);
4 июня 2004 г. был избран представителем в Совете Федерации РФ от Законодательного Собрания (Суглана) Эвенкийского автономного округа, был членом Комитета по конституционному законодательству, председателем Комиссии по естественным монополиям, членом Комиссии по контролю за обеспечением деятельности Совета Федерации;
15 ноября 2006 г. Советом Федерации РФ был назначен аудитором Счетной палаты РФ; награждён орденом Почета (2010);